# کوهستان وحشی (فیلم)
کوهستان وحشی (به انگلیسی: Across the Great Divide) فیلمی آمریکایی در سبک درام است که در سال ۱۹۷۶ منتشر شد. از بازیگران آن می‌توان به رابرت لوگان، هِدِر رَترِی، و جورج باک فلاور اشاره کرد.